# Universidad de Nueva Caledonia
La Universidad de Nueva Caledonia Université de la Nouvelle-Calédonie (UNC) es una universidad francesa que forma parte de la antigua Academia de Nueva Caledonia ubicada en Numea.
La universidad fue fundada en 1987, como parte de la Université Française du Pacifique (Universidad Francesa del Pacífico), con dos centros, uno en la Polinesia Francesa y el otro en Nueva Caledonia. En 1997, se tomó la decisión de dividir las dos partes en universidades separadas y, en 1999, se crearon la Universidad de Nueva Caledonia y la Universidad de la Polinesia francesa, según el decreto nº 99-445 del 31 de mayo de 1999.
La UNC alberga a unos 3.000 estudiantes locales e internacionales con un personal de unos 100 profesores e investigadores y 100 empleados administrativos cada año. El presidente de la UNC es Gaël Lagadec, (desde el 27 de julio de 2013) quien sucedió a Jean-Marc Boyer.

## Historia
UNC fue inicialmente un componente de la Université Française du Pacifique (Universidad Francesa del Pacífico) fundada en 1987 junto con otro centro en la Polinesia Francesa. Entre 1992 y 1995, la universidad se expandió en Nouville, uno de los barrios de Numea, donde se encuentra el Departamento de Ciencias y Técnicas y los servicios administrativos. Desde entonces, el Departamento de Derecho, Economía y Gestión se encuentra en Les Anciens Ateliers du Bagne (Los Talleres de la Antigua Colonia Penal) en Nouville.
En 1994, se construyó una residencia en el campus de la UNC para dar cabida a los estudiantes y se amplió en 2003 para que los estudiantes internacionales puedan alojarse. En 2006, el gobierno francés financió una extensión del campus de Nouville para cerrar el segundo campus ubicado en Magenta en Numea.
El 1 de mayo de 2009, el Institut Universitaire de Formation des Maîtres (Instituto Universitario para la Formación Docente) de Nueva Caledonia, que se creó en 1990, se incorporó a la UNC. También cubre Wallis y Territorio de Futuna. El objetivo del instituto es ofrecer educación que incluya características específicas encontradas en los Departamentos y Territorios Franceses de ultramar a maestros de escuelas primarias y secundarias en Nueva Caledonia.
Gracias al apoyo del Gobierno francés y del Gobierno de Nueva Caledonia, la UNC ha crecido considerablemente. Recientemente, se construyeron varias estructuras en el campus de Nouville para acomodar a los atletas que participaron en los Juegos del Pacífico 2011 :
- Un gimnasio
- Una nueva residencia de 500 habitaciones.
- Una extensión para recibir a profesores y estudiantes del campus de Magenta.

## Facultades
La UNC está compuesta por una Escuela de Doctorado, un instituto y cuatro departamentos. Se ofrecen 13 títulos de licenciatura,maestrías de posgrado y 10 diplomaturas en la UNC, así como la preparación para los exámenes de admisión competitivos para la escuela de medicina y el colegio de maestros. UNC también ofrece educación a distancia para estudiantes fuera del campus con la participación del Centro Nacional de Educación a Distancia.

### Departamento de Derecho, Economía y Gestión
Este departamento está dirigido por Étienne Cornut, profesor de derecho civil, y tiene su sede en el campus de Nouville. Hay cuatro títulos de licenciatura disponibles en el Departamento de Derecho, Economía y Administración de la UNC:
- Licenciatura en Derecho, Economía y Gestión: especialización en Derecho.
- Licenciatura en Derecho, Economía y Gestión: especialización en Economía y Gestión.
- Licenciado en Derecho, Economía y Gestión: especialización en Negocios.
- Licenciado en Derecho, Economía y Gestión: especialización en Contabilidad y Gestión.

El departamento ha firmado acuerdos con el Lycée du Grand Nouméa ubicado en Dumbéa para ofrecer una clase preparatoria combinada de bachillerato y postsecundaria para el ingreso a Escuela Normal Superior de Cachan, una prestigiosa universidad en Cachan. Francia.

### Departamento de Literatura, Lenguas y Humanidades
El Decano del Departamento de Literatura, Idiomas y Humanidades de la UNC es Vincent Clément, profesor de geografía, y sus oficinas administrativas están ubicadas en el campus de Magenta. Los estudiantes de UNC pueden elegir entre los siguientes cuatro títulos de pregrado en el Departamento de Literatura, Lenguas y Humanidades:
- Licenciatura en Artes, Literatura e Idiomas: especialización en inglés.
- Licenciatura en Artes, Literatura e Idiomas: especialización en Lenguas Regionales, Literatura y Civilizaciones.
- Licenciatura en Artes, Literatura e Idiomas: especialización en Literatura Francesa.
- Licenciatura en Humanidades y Ciencias Sociales: especialización en Historia y Geografía.

Dos títulos de posgrado también están disponibles para los estudiantes:
- Una Maestría Profesional en Humanidades y Ciencias Sociales: especialización en Desarrollo Territorial.
- Una investigación multidisciplinaria Master of Arts, Literature & Languages: con especialización en Arts, Literature & Civilizations.

### Departamento de Ciencias y Técnicas
El Departamento de Ciencias y Técnicas, ubicado en el campus de Nouville, es administrado por Bruno Fogliani, profesor de biología. El Departamento de Ciencias y Técnicas de la UNC ofrece cinco títulos universitarios:
- Licenciatura en Ciencias, Tecnologías y Salud: especialización en Matemáticas e Informática.
- Licenciatura en Ciencias, Tecnologías y Salud: especialización en Física y Química.
- Licenciatura en Ciencias, Tecnologías y Salud: especialización en Ciencias de la Vida y la Tierra.
- Licenciatura profesional en sistemas operativos y software: especialización en administración de redes y sistemas.
- Licenciatura profesional en sistemas operativos y software: especialización en intranet / desarrollo de aplicaciones de Internet.

Los estudiantes también pueden obtener un título de posgrado en:
- Maestría en Ciencias y Tecnologías: especialización en Ciencias Ambientales.

El curso incluye conferencias en francés e inglés y es parte de la cooperación entre UNC, Instituto de Investigación para el Desarrollo, la Universidad de Hawái en Hilo y la Universidad del Pacífico Sur.
Los estudiantes pueden completar la Première Année des Etudes de Santé (primer año de ciencias médicas) en el Departamento de Ciencias y Técnicas de la UNC. Al completar los tres trimestres y las cuatro competiciones incluidas en ese primer año, los estudiantes pueden estudiar para diversos grados médicos en:
- Medicina interna en la Universidad Pierre y Marie Curie de París.
- Ciencias farmacéuticas en la Universidad de París V Descartes en Châtenay-Malabry.
- Odontología en la Universidad de París V Descartes en Montrouge.
- Partería en la Universidad Pierre y Marie Curie en París.
- Fisioterapia en el hospital Saint-Maurice en Saint-Maurice (Valle del Marne).

Finalmente, las siguientes cuatro diplomaturas están disponibles:
- Diplomado en Coordinación de Actividades Físicas, Fitness o Culturales.
- Diplomado en Ingeniería Informática y Electrónica de Sistemas.
- Diplomado en Ciencias de la Tierra Aplicadas: Minería, Agua y Medio Ambiente.
- Diplomado en Metalurgia Extractiva e Ingeniería Metalúrgica.

### Departamento de Educación continua
El Departamento de Educación Continua de la UNC brinda capacitación y educación a los estudiantes empleados que desean desarrollar sus habilidades personales. El departamento puede emitir seis diplomas a estudiantes graduados:
- Diploma de Acceso a Estudios Universitarios.
- Diploma de francés como lengua extranjera o secundaria (intensivo).
- Diploma de francés como lengua extranjera o secundaria (no intensivo).
- Diplomado en Prevención y Tratamiento del Abuso de Sustancias.
- Diplomado en Energética y Producción
- Diplomado en oficios de publicación (bibliotecología).

### Instituto Universitario de Formación de Maestros
El Instituto Universitario de Formación Docente se creó en Noumea en 1990 y se incorporó a la UNC en 2009. En el instituto, los estudiantes de la UNC pueden prepararse para la competencia y convertirse en maestros primarios en Nueva Caledonia o obtener una maestría en profesiones educativas.

### Escuela de Doctorado
La Escuela de Doctorado de la UNC es multidisciplinaria y brinda una oportunidad para que los estudiantes de posgrado realicen su investigación en un contexto isleño. La Escuela de Doctorado fue creada en conjunto con la Universidad de la Polinesia Francesa ubicada en Tahití y aprobada por el Ministerio de Enseñanza Superior e Investigación.

## Investigación
La UNC es el punto de referencia para la investigación en Nueva Caledonia y la sede de cinco equipos de investigación:
- Centro de Nuevos Estudios sobre la Región del Pacífico.
- Equipo de Investigación en Informática y Matemáticas.
- Laboratorio de Estudios Económicos y Jurídicos.
- Laboratorio Isla de Ciencias de la Vida y el Medio Ambiente.
- Centro Multidisciplinario de Ciencias de la Tierra y Medio Ambiente.

Los equipos de investigación están reconocidos por el Ministerio de Enseñanza Superior e Investigación de Francia y se centran en la necesidad de investigación para el desarrollo de Nueva Caledonia, junto con la expansión de la cooperación en la región de Asia y el Pacífico.